# Villarrubia de los Ojos
Villarrubia de los Ojos – gmina w Hiszpanii, w prowincji Ciudad Real, w Kastylii-La Mancha, o powierzchni 281,86 km². W 2011 roku gmina liczyła 11 116 mieszkańców.